# フー・アム・アイ (ウィル・ヤングの曲)
「フー・アム・アイ」(Who Am I) は、イギリスのシンガーソングライター、ウィル・ヤングの楽曲。3枚目のスタジオ・アルバム『キープ・オン』から第三弾シングルとしてカットされ、ヤングにとって通算11枚目のシングルとしてリリースされた。

## ミュージック・ビデオ
ビデオはイギリスの子供向け番組『ブルーピーター』をテーマにしており、実際の映像が使われているだけでなくヤングが本物のプレゼンターに成り代わってビデオに登場している。

## 収録曲
1. フー・アム・アイ
2. フー・アム・アイ（コード・リミックス）

## チャート
| チャート (2006年)                        | 最高位 |
| ---------------------------------------- | ------ |
| アイルランド (IRMA)                      | 21     |
| スコットランド (Official Charts Company) | 10     |
| UK シングルス (OCC)                      | 11     |